# Qi (fem dynastierna)
Qi (岐, Qí) var en kortlivad stat i Kina under tiden för De fem dynastierna och De tio rikena. Riket grundades av Li Maozhen och varade från år 907 till 924. Landets territorium motsvarade västra delen av dagens Shaanxi.